# Gustav Adolf von Beckerath

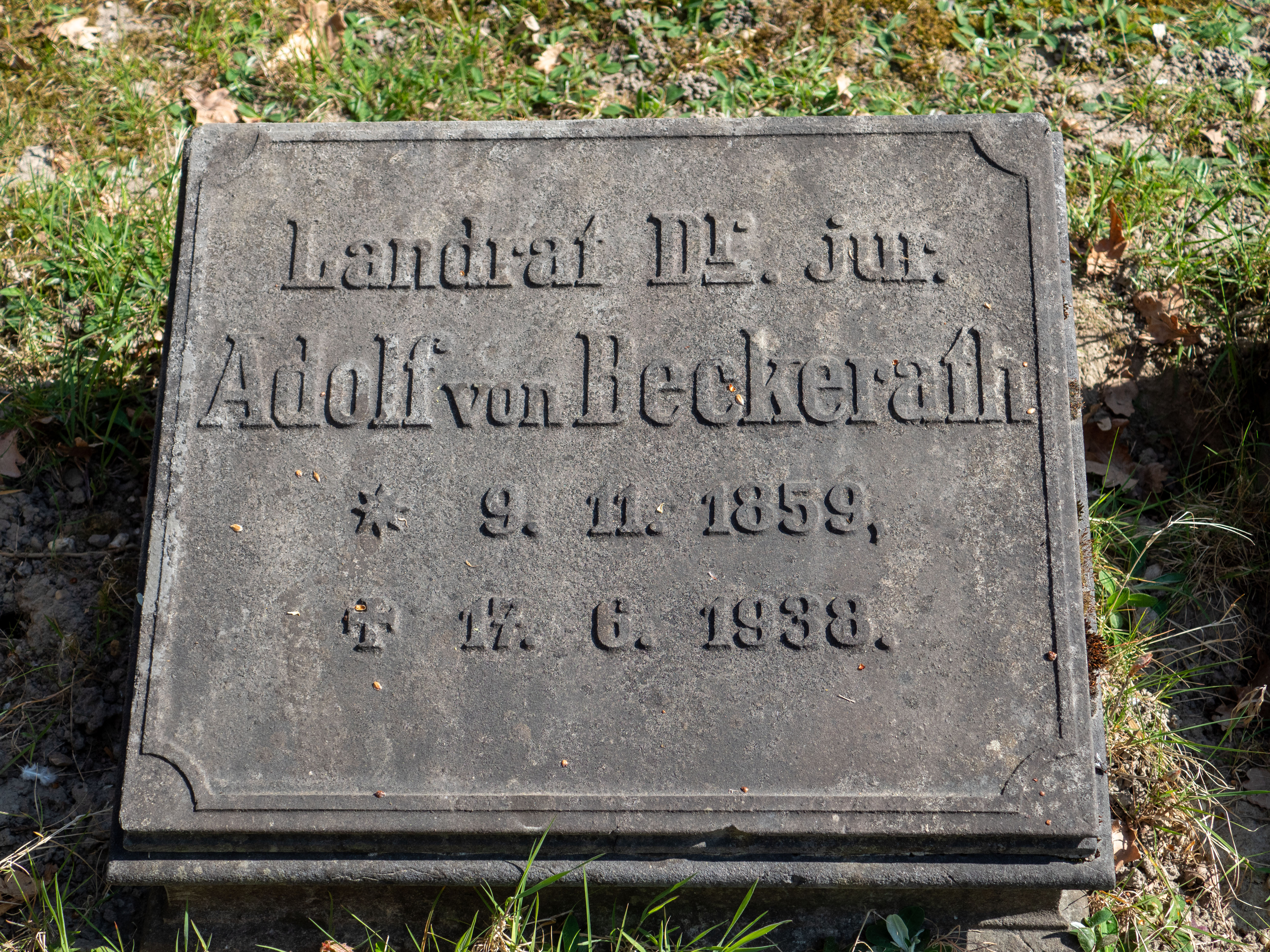
Grabstein Gustav Adolf von Beckerath (Hauptfriedhof (Krefeld))

Gustav Adolf von Beckerath (* 9. November 1859 in Krefeld; † 17. Juni 1938 ebenda) war ein deutscher Verwaltungsjurist.

## Leben
Gustav Adolf von Beckerath studierte an der Universität Bonn Rechtswissenschaften. 1879 wurde er Mitglied des Corps Hansea Bonn. Nach Abschluss des Studiums und der Promotion trat er in den preußischen Staatsdienst ein, wo er zunächst bei den Regierungen in Düsseldorf, Stettin, Kassel und Magdeburg tätig wurde. 
Von 1894 bis 1905 war von Beckerath Landrat des Landkreises Simmern. Dort trat er durch die Ansiedlung der Simmerner Spezial-Kommission, des späteren Kulturamtes, sowie die Förderung des städtebaulichen Entwicklung Simmerns und des Hunsrücker Geschichtsvereins hervor. Von 1905 bis 1926 war von Beckerath Landrat des Landkreises Düsseldorf. Er wurde zum Geheimen Regierungsrat ernannt. Nach seiner Pensionierung lebte er in Büderich.